# Energidryck

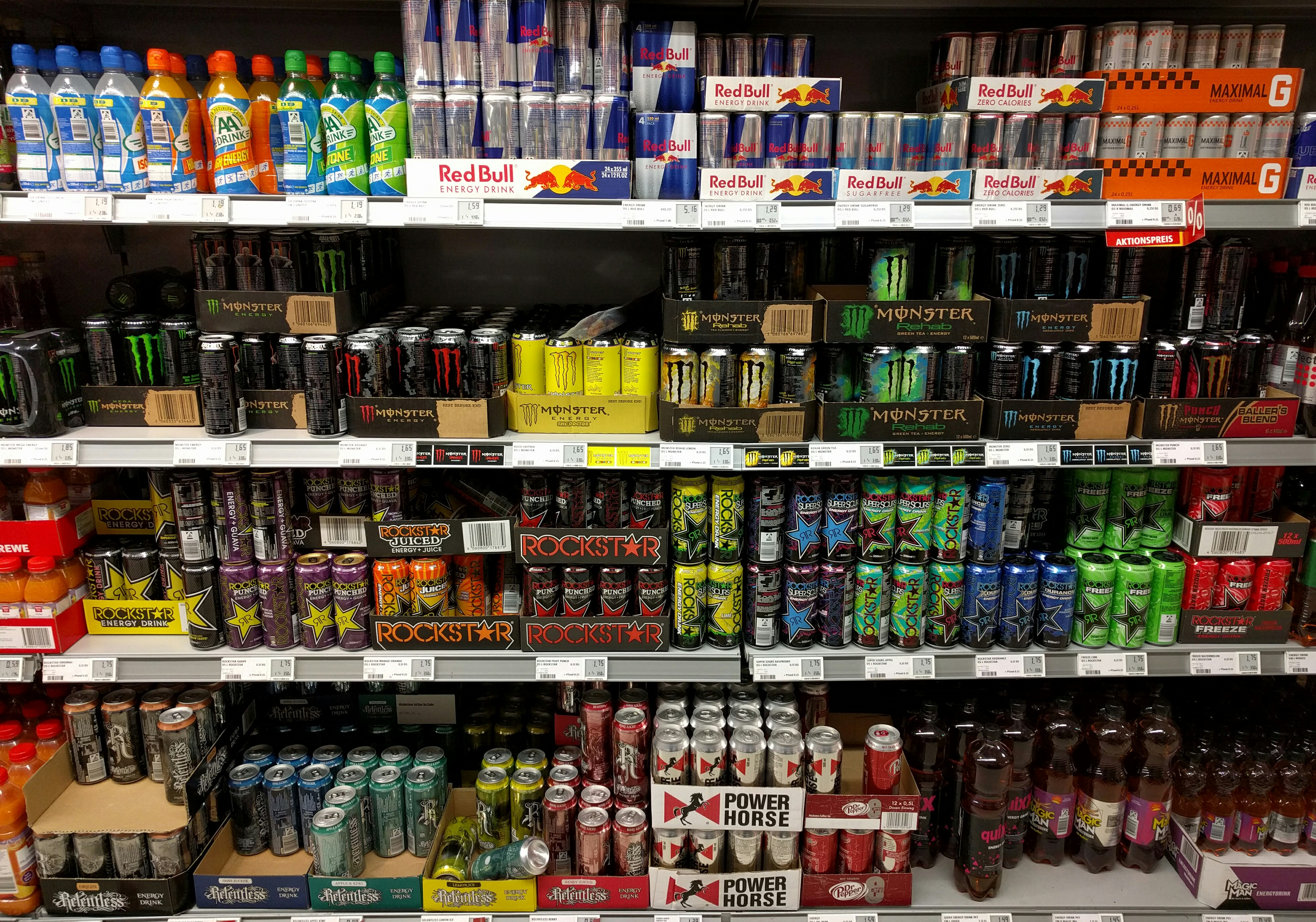
En butikshylla med energidrycker.

Energidryck är en läskedryck som oftast innehåller tillsatser av uppiggande preparat såsom koffein, glukuronolakton, taurin och B-vitaminer. Enligt Livsmedelsverket används benämningen "Energidryck" i handeln för läskedrycker som innehåller minst 15 mg koffein per 100 ml. För drycker med så hög koffeinhalt måste mängden koffein deklareras på förpackningen.

## Ingredienser
Energidrycker som innehåller koffein, taurin, kolhydrater och vitaminer är framtagna i syfte att motverka trötthet i samband med mental eller fysisk ansträngning. Koffein verkar uppiggande och kolhydrater tillför kroppen energi. Som exempel innehåller "Red Bull Energy Drink" kolhydrater i form av sukros, glukos och inositol samt det kolhydratliknande ämnet glukuronolakton. Mängden kolhydrater är dock inte generellt större än i andra läskedrycker.  

## Energidrycker och hälsa
Överläkare Kai Knudsen på Sahlgrenskas intensivvårdsavdelning i Göteborg hävdar att "mycket tyder på att energidryckerna inte är ofarliga", och har beskrivit symptom som hjärtflimmer, ångest och oro, och i vissa fall också muskelkramper. Efter rapporter om överdriven konsumtion bland unga har vissa butikskedjor infört åldersgräns för köp av energidrycker. Det finns dock ingen lag som kräver detta.
Enligt Europeiska myndigheten för livsmedelssäkerhet (EFSA) har man inte kunnat fastställa något samband mellan intag av de ämnen som ingår i energidryckerna och några positiva hälsoeffekter. Myndigheten har också rapporterat att ett begränsat intag av taurin och glukuronolakton i energidryck inte medför hälsorisker. En viss oro finns dock för att konsumtion av energidrycker kan vara farligt, särskilt vid kroppsansträngning, i större mängder och i kombination med alkoholdrycker. Koffein och socker i energidrycker har kända negativa effekter.